# José Escribens
José Escribens (9 de setembro de 1911 – 19 de outubro de 1956) foi um pentatleta olímpico peruano.

## Carreira
José Escribens representou o seu páis nos Jogos Olímpicos de 1936, na qual ficou na sem posição no individual.